# Список медалістів зимових Олімпійських ігор 2014
На XXII Зимових Олімпійських іграх у Сочі було розіграно 98 комплектів нагород. Нижче наведені усі призери Олімпіади.

## Змагання та медалісти
| Дата      | Вид спорту, дисципліна                                       | | | |
| --------- | ------------------------------------------------------------ | --- | --- | --- |
| 8 лютого  | Сноубординг, слоупстайл, чоловіки                            | Сейдж Коценбург (USA) | Столе Сандбех (NOR) | Марк Мак-Морріс (CAN) |
| 8 лютого  | Лижні перегони, скіатлон, жінки                              | Маріт Б'єрген (NOR) | Шарлотта Калла (SWE) | Гайді Венг (NOR) |
| 8 лютого  | Ковзанярський спорт, 5000 м, чоловіки                        | Свен Крамер (NED) | Ян Блокгюйсен (NED) | Йорріт Бергсма (NED) |
| 8 лютого  | Біатлон, спринт, чоловіки                                    | Уле-Ейнар Б'єрндален (NOR) | Домінік Ландертінгер (AUT) | Ярослав Соукуп (CZE) |
| 8 лютого  | Фристайл, могул, жінки                                       | Жустін Дюфур-Лапуант (CAN) | Клое Дюфур-Лапуант (CAN) | Ганна Кірні (USA) |
| 9 лютого  | Гірськолижний спорт, швидкісний спуск, чоловіки              | Маттіас Маєр (AUT) | Крістоф Іннергофер (ITA) | К'єтіль Янсруд (NOR) |
| 9 лютого  | Сноубординг, слоупстайл, жінки                               | Джеймі Андерсон (USA) | Енні Рукаярві (FIN) | Дженні Джонс (GBR) |
| 9 лютого  | Лижні перегони, скіатлон, чоловіки                           | Даріо Колонья (SUI) | Маркус Гельнер (SWE) | Мартін Йонсруд Сунбю (NOR) |
| 9 лютого  | Ковзанярський спорт, 3000 м, жінки                           | Ірен Вюст (NED) | Мартіна Сабликова (CZE) | Ольга Граф (RUS) |
| 9 лютого  | Біатлон, спринт, жінки                                       | Анастасія Кузьміна (SVK) | (вакантно) | Віта Семеренко (UKR) |
| 9 лютого  | Фігурне катання, командні змагання                           | Росія (RUS) Євген Плющенко Юлія Липницька Тетяна Волосожар Максим Траньков Ксенія Столбова Федір Климов Катерина Боброва Дмитро Соловйов Олена Ільїних Микита Кацалапов | Канада (CAN) Патрік Чен Кевін Рейнольдс Кетлін Осмонд Меган Дюамель Ерік Редфорд Кірстен Мур-Тауерс Ділан Московіч Тесса Верчу Скотт Моїр | США (USA) Джеремі Ебботт Джейсон Браун Ешлі Вагнер Грейсі Голд Марісса Кастеллі Саймон Шнапір Меріл Девіс Чарлі Вайт |
| 9 лютого  | Санний спорт, одиночки, чоловіки                             | Фелікс Лох (GER) | Альберт Демченко (RUS) | Армін Цеггелер (ITA) |
| 9 лютого  | Стрибки з трампліна, середній трамплін, чоловіки             | Каміль Стох (POL) | Петер Превц (SLO) | Андерс Бардаль (NOR) |
| 10 лютого | Гірськолижний спорт, суперкомбінація, жінки                  | Марія Гефль-Ріш (GER) | Ніколь Госп (AUT) | Джулія Манкузо (USA) |
| 10 лютого | Шорт-трек, 1500 м, чоловіки                                  | Шарль Амлен (CAN) | Хань Тянью (CHN) | Віктор Ан (RUS) |
| 10 лютого | Біатлон, переслідування, чоловіки                            | Мартен Фуркад (FRA) | Ондрей Моравець (CZE) | Жан-Гійом Беатрікс (FRA) |
| 10 лютого | Ковзанярський спорт, 500 м, чоловіки                         | Міхел Мюлдер (NED) | Ян Смекенс (NED) | Роналд Мюлдер (NED) |
| 10 лютого | Фристайл, могул, чоловіки                                    | Александр Білодо (CAN) | Мікаель Кінгсбері (CAN) | Олександр Смишляєв (RUS) |
| 11 лютого | Фристайл, слоупстайл, жінки                                  | Дара Гауелл (CAN) | Девін Логан (USA) | Кім Ламарр (CAN) |
| 11 лютого | Лижні перегони, спринт вільним стилем, жінки                 | Майкен Касперсен Фалла (NOR) | Інгвілл Флугстад Естберг (NOR) | Весна Фаб'ян (SLO) |
| 11 лютого | Лижні перегони, спринт вільним стилем, чоловіки              | Ула Віген Гаттестад (NOR) | Теодор Петерсон (SWE) | Еміль Єнссон (SWE) |
| 11 лютого | Біатлон, переслідування, жінки                               | Дар'я Домрачева (BLR) | Тура Бергер (NOR) | Тея Грегорін (SLO) |
| 11 лютого | Ковзанярський спорт, 500 м, жінки                            | Лі Сан Хва (KOR) | Ольга Фаткуліна (RUS) | Маргот Бур (NED) |
| 11 лютого | Санний спорт, одиночки, жінки                                | Наталі Гайзенбергер (GER) | Татьяна Гюфнер (GER) | Ерін Гемлін (USA) |
| 11 лютого | Сноубординг, хафпайп, чоловіки                               | Юрій Подладчиков (SUI) | Аюму Хірано (JPN) | Таку Хіраока (JPN) |
| 11 лютого | Стрибки з трампліна, середній трамплін, жінки                | Каріна Фогт (GER) | Даніела Ірашко-Штольц (AUT) | Колін Маттель (FRA) |
| 12 лютого | Гірськолижний спорт, швидкісний спуск, жінки                 | Тіна Мазе (SLO) | — | Лара Гут (SUI) |
| 12 лютого | Гірськолижний спорт, швидкісний спуск, жінки                 | Домінік Гізін (SUI) | — | Лара Гут (SUI) |
| 12 лютого | Лижне двоборство, середній трамплін + 10 км                  | Ерік Френцель (GER) | Акіто Ватабе (JPN) | Магнус Круг (NOR) |
| 12 лютого | Ковзанярський спорт, 1000 м, чоловіки                        | Стефан Гротгюйс (NED) | Денні Моррісон (CAN) | Міхел Мюлдер (NED) |
| 12 лютого | Санний спорт, двійки, чоловіки                               | Німеччина (GER) Тобіас Вендль Тобіас Арльт | Австрія (AUT) Андреас Лінгер Вольфганг Лінгер | Латвія (LAT) Андріс Шіцс Юріс Шіцс |
| 12 лютого | Сноубординг, хафпайп, жінки                                  | Кейтлін Фаррінгтон (USA) | Тора Брайт (AUS) | Келлі Кларк (USA) |
| 12 лютого | Фігурне катання, пари                                        | Росія (RUS) Тетяна Волосожар Максим Траньков | Росія (RUS) Ксенія Столбова Федір Климов | Німеччина (GER) Альона Савченко Робін Шолкови |
| 13 лютого | Фристайл, слоупстайл, чоловіки                               | Джосс Крістенсен (USA) | Гус Кенворті (USA) | Ніколас Геппер (USA) |
| 13 лютого | Лижні перегони, 10 км класичним стилем, жінки                | Юстина Ковальчик (POL) | Шарлотта Калла (SWE) | Терезе Йогауг (NOR) |
| 13 лютого | Шорт-трек, 500 м, жінки                                      | Лі Цзяньжоу (CHN) | Аріанна Фонтана (ITA) | Пак Син Хі (KOR) |
| 13 лютого | Ковзанярський спорт, 1000 м, жінки                           | Чжан Хун (CHN) | Ірен Вюст (NED) | Маргот Бур (NED) |
| 13 лютого | Біатлон, індивідуальна гонка 20 км, чоловіки                 | Мартен Фуркад (FRA) | Ерік Лессер (GER) | Євген Гаранічев (RUS) |
| 13 лютого | Санний спорт, естафета                                       | Німеччина (GER) Наталі Гайзенбергер Фелікс Лох Тобіас Вендль Тобіас Арльт | Росія (RUS) Тетяна Іванова Альберт Демченко Олександр Денисьєв Владислав Антонов | Латвія (LAT) Еліза Тірума Мартінс Рубеніс Андріс Шіцс Юріс Шіцс |
| 14 лютого | Лижні перегони, 15 км класичним стилем, чоловіки             | Даріо Колонья (SUI) | Юган Ульссон (SWE) | Данієль Рікардссон (SWE) |
| 14 лютого | Гірськолижний спорт, суперкомбінація, чоловіки               | Сандро Вілетта (SUI) | Івиця Костелич (CRO) | Крістоф Іннергофер (ITA) |
| 14 лютого | Біатлон, індивідуальна гонка 15 км, жінки                    | Дар'я Домрачева (BLR) | Селіна Гаспарен (SUI) | Надія Скардіно (BLR) |
| 14 лютого | Скелетон, жінки                                              | Елізабет Ярнолд (GBR) | Ноель Пікус-Пейс (USA) | Олена Нікітіна (RUS) |
| 14 лютого | Фристайл, акробатика, жінки                                  | Алла Цупер (BLR) | Сюй Ментао (CHN) | Лідія Лассіла (AUS) |
| 14 лютого | Фігурне катання, чоловіки                                    | Юдзуру Ханю (JPN) | Патрік Чен (CAN) | Денис Тен (KAZ) |
| 15 лютого | Гірськолижний спорт, супергігант, жінки                      | Анна Феннінгер (AUT) | Марія Гефль-Ріш (GER) | Ніколь Госп (AUT) |
| 15 лютого | Лижні перегони, естафета, жінки                              | Швеція (SWE) Іда Інгемарсдоттер Емма Вікен Анна Гог Шарлотта Калла | Фінляндія (FIN) Анне Кюлленен Айно-Кайса Саарінен Кертту Нісканен Кріста Ляхтеенмякі | Німеччина (GER) Ніколь Фессель Штефані Белер Клаудія Нюстад Денізе Геррманн |
| 15 лютого | Шорт-трек, 1500 м, жінки                                     | Чжоу Ян (CHN) | Шим Сук Хі (KOR) | Аріанна Фонтана (ITA) |
| 15 лютого | Шорт-трек, 1000 м, чоловіки                                  | Віктор Ан (RUS) | Володимир Григор'єв (RUS) | Шинкі Кнегт (NED) |
| 15 лютого | Ковзанярський спорт, 1500 м, чоловіки                        | Збігнев Брудка (POL) | Кун Вервей (NED) | Денні Моррісон (CAN) |
| 15 лютого | Скелетон, чоловіки                                           | Олександр Третьяков (RUS) | Мартінс Дукурс (LAT) | Метью Антуан (USA) |
| 15 лютого | Стрибки з трампліна, великий трамплін, чоловіки              | Каміль Стох (POL) | Норіакі Касаї (JPN) | Петер Превц (SLO) |
| 16 лютого | Гірськолижний спорт, супергігант, чоловіки                   | К'єтіль Янсруд (NOR) | Ендрю Вайбрехт (USA) | Ян Гудек (CAN) |
| 16 лютого | Гірськолижний спорт, супергігант, чоловіки                   | К'єтіль Янсруд (NOR) | Ендрю Вайбрехт (USA) | Боде Міллер (USA) |
| 16 лютого | Сноубординг, сноубордкрос, жінки                             | Ева Самкова (CZE) | Домінік Мальте (CAN) | Клое Треспеш (FRA) |
| 16 лютого | Лижні перегони, естафета, чоловіки                           | Швеція (SWE) Ларс Нельсон Данієль Рікардссон Юган Ульссон Маркус Гельнер | Росія (RUS) Дмитро Япаров Олександр Безсмертних Олександр Легков Максим Вилегжанін | Франція (FRA) Жан-Марк Гайяр Моріс Маніфіка Робен Дювіллар Іван Перрійя-Буате |
| 16 лютого | Ковзанярський спорт, 1500 м, жінки                           | Йорін тер Морс (NED) | Ірен Вюст (NED) | Лотте ван Бек (NED) |
| 17 лютого | Біатлон, мас-старт, жінки                                    | Дар'я Домрачева (BLR) | Габріела Соукалова (CZE) | Тіріл Екгофф (NOR) |
| 17 лютого | Бобслей, двійки, чоловіки                                    | (вакантно) | Швейцарія (SUI)-1 Беат Гефті Алекс Бауманн | США (USA)-1 Стівен Голкомб Стівен Ленгтон |
| 17 лютого | Фігурне катання, танці на льоду                              | США (USA) Меріл Девіс Чарлі Вайт | Канада (CAN) Тесса Верчу Скотт Моїр | Росія (RUS) Олена Ільїних Микита Кацалапов |
| 17 лютого | Фристайл, акробатика, чоловіки                               | Антон Кушнір (BLR) | Девід Морріс (AUS) | Цзя Цзун'ян (CHN) |
| 17 лютого | Стрибки з трампліна, командний турнір                        | Німеччина (GER) Андреас Ванк Маринус Краус Андреас Веллінгер Зеверін Фройнд | Австрія (AUT) Міхаель Гайбек Томас Моргенштерн Томас Дітгарт Грегор Шліренцауер | Японія (JPN) Рерухі Сімідзу Таку Такеуті Дайкі Іто Норіакі Касаї |
| 18 лютого | Сноубординг, сноубордкрос, чоловіки                          | П'єр Вотьє (FRA) | Микола Олюнін (RUS) | Алекс Дейболд (USA) |
| 18 лютого | Гірськолижний спорт, гігантський слалом, жінки               | Тіна Мазе (SLO) | Анна Феннінгер (AUT) | Вікторія Ребенсбург (GER) |
| 18 лютого | Шорт-трек, естафета, жінки                                   | Південна Корея (KOR) Чо Ха Рі Кім А Ран Пак Син Хі Шим Сук Хі Кон Сан Джон | Канада (CAN) Марі-Ів Дроле Джессіка Г'юїтт Валері Мальте Маріан Сен-Желе | Італія (ITA) Аріанна Фонтана Лучія Перетті Мартіна Вальчепіна Елена Вівіані |
| 18 лютого | Біатлон, мас-старт, чоловіки                                 | Еміль Гегле Свендсен (NOR) | Мартен Фуркад (FRA) | Ондрей Моравець (CZE) |
| 18 лютого | Лижне двоборство, великий трамплін + 10 км                   | Юрген Гробак (NOR) | Магнус Моан (NOR) | Фабіан Рісле (GER) |
| 18 лютого | Ковзанярський спорт, 10 000 м, чоловіки                      | Йорріт Бергсма (NED) | Свен Крамер (NED) | Боб де Йонг (NED) |
| 18 лютого | Фристайл, хафпайп, чоловіки                                  | Девід Вайс (USA) | Майк Ріддл (CAN) | Кевін Роллан (FRA) |
| 19 лютого | Сноубординг, паралельний гігантський слалом, жінки           | Патриція Куммер (SUI) | Такеуті Томока (JPN) | Альона Заварзіна (RUS) |
| 19 лютого | Сноубординг, паралельний гігантський слалом, чоловіки        | Вайлд Вік (RUS) | Невін Галмаріні (SUI) | Жан Кошир (SVN) |
| 19 лютого | Гірськолижний спорт, гігантський слалом, чоловіки            | Тед Лігеті (USA) | Стів Міссільє (FRA) | Алексіс Пінтуро (FRA) |
| 19 лютого | Лижні перегони, командний спринт, жінки                      | Норвегія (NOR) Маріт Б'єрген Інгвілл Флугстад Естберг | Фінляндія (FIN) Кертту Нісканен Айно-Кайса Саарінен | Швеція (SWE) Іда Інгемарсдоттер Стіна Нільссон |
| 19 лютого | Лижні перегони, командний спринт, чоловіки                   | Фінляндія (FIN) Ііво Нісканен Самі Яугоярві | Росія (RUS) Максим Вилегжанін Микита Крюков | Швеція (SWE) Еміль Єнссон Теодор Петерсон |
| 19 лютого | Ковзанярський спорт, 5000 метрів, жінки                      | Мартіна Сабликова (CZE) | Ірен Вюст (NED) | Карін Клейбекер (NED) |
| 19 лютого | Біатлон, змішана естафета, 2х6 км жінки + 2х7, 5 км чоловіки | Норвегія (NOR) Тора Бергер Тіріл Екгофф Уле-Ейнар Б'єрндален Еміль Гегле Свендсен | Чехія (CZE) Вероніка Віткова Габріела Соукалова Ярослав Соукуп Ондржей Моравець | Італія (ITA) Доротея Вірер Карін Обергофер Домінік Віндіш Лукас Гофер |
| 19 лютого | Бобслей, жінки                                               | Канада (CAN)-1 Кейлі Гамфріс Гезер Мойс | США (USA)-1 Елана Меєрс Лорін Вільямс | США (USA)-2 Джемі Грубель Ейджа Еванс |
| 20 лютого | Фристайл, скікрос, чоловіки                                  | Жан-Фредерік Шапюї (FRA) | Арно Боволента (FRA) | Джонатан Мідоль (FRA) |
| 20 лютого | Лижне двоборство, командний великий трамплін/4×5 км чоловіки | Норвегія (NOR) Юрген Гробак Говард Клеметсен Магнус Круг Магнус Моан | Німеччина (GER) Ерік Френцель Б'єрн Кірхайзен Фабіан Рісле Йоганнес Рідзек | Австрія (AUT) Крістоф Білер Бернгард Грубер Лукас Клапфер Маріо Штехер |
| 20 лютого | Керлінг, жіночий турнір                                      | Канада (CAN) Дженніфер Джонс Кейтлін Лоуз Джилл Оффісер Доун Мак-Івен Кірстен Волл | Швеція (SWE) Маргарета Сігфрідссон Марія Веннерстрем Крістіна Бертруп Марія Притц Агнес Кнохенгауен | Велика Британія (GBR) Ів Мюргед Анна Слоун Вікі Адамс Клер Гамільтон Лорен Грей |
| 20 лютого | Фристайл, хафпайп, жінки                                     | Медді Боумен (USA) | Марі Мартіно (FRA) | Онодзука Аяна (JPN) |
| 20 лютого | Хокей, жіночий турнір                                        | Канада (CAN) Меган Агоста-Марсіано Джилліан Еппс Мелоді Дауст Лора Фортіно Джейна Геффорд Гейлі Ірвін Браянн Дженнер Ребекка Джонстон Шарлін Лабонте Женев'єв Лакассе Жоселін Ларок Меган Міккелсон Каролін Уеллетт Марі-Філіп Пулен Лоріан Ружу Наталі Спунер Шеннон Сабадош Дженн Вейкфілд Кетрін Ворд Тара Ветчорн Гейлі Вікенгайзер       | США (USA) Кейсі Белламі Меган Бозек Александра Карпентер Джулі Чу Кендалл Койн Бріанна Декер Меган Дагган Ліндсей Фрай Аманда Кессел Гіларі Найт Жоселін Ламоро Монік Ламоро-Коллс Жизель Марвін Бріанн Мак-Логлін Мішелль Пікард Жозефін Пуччі Моллі Шаус Анн Шлепер Келлі Стек Лі Стеклін Джессі Веттер | Швейцарія (SUI) Жанін Альдер Лівія Альтманн Софі Антаматтен Лаура Бенц Сара Бенц Ніколь Булло Ромі Еггіманн Сара Форстер Ангела Фраучі Джессіка Лутц Юлія Марті Стефані Марті Аліна Мюллер Катрін Набгольц Евеліна Разеллі Флоренс Шеллінг Лара Штальдер Фебе Штанц Аня Штіфель Ніна Вайдахер                                                                                 |
| 20 лютого | Фігурне катання, одиночне катання, жінки                     | Аделіна Сотникова (RUS) | Кім Йон А (KOR) | Кароліна Костнер (ITA) |
| 21 лютого | Фристайл, скікрос, жінки                                     | Маріелль Томпсон (CAN) | Келсі Серва (CAN) | Анна Голмлюнд (SWE) |
| 21 лютого | Біатлон, естафета, жінки                                     | Україна (UKR) Віта Семеренко Юлія Джіма Валентина Семеренко Олена Підгрушна | (вакантно) | Норвегія (NOR) Фанні Гурн Тіріл Екгофф Анн Крістін Флатланд Тура Бергер |
| 21 лютого | Керлінг, чоловічий турнір                                    | Канада (CAN) Бред Джейкобс Раян Фрай Ерік Гарнден Раян Гарнден Калеб Флексі | Велика Британія (GBR) Девід Мердок Грег Даммонд Скотт Ендрюс Майкл Гудфіллоу Том Брюстер | Швеція (SWE) Ніклас Едін Себастьян Краупп Фредрік Ліндерг Віктор Челль Оскар Ерікссон |
| 21 лютого | Гірськолижний спорт, слалом, жінки                           | Мікаела Шиффрін (USA) | Марліс Шильд (AUT) | Катрін Цеттель (AUT) |
| 21 лютого | Шорт-трек, 500 метрів, чоловіки                              | Віктор Ан (RUS) | Ву Дадзінь (CHN) | Шарль Курноєр (CAN) |
| 21 лютого | Шорт-трек, 1000 метрів, жінки                                | Пак Син Хі (KOR) | Фань Кесінь (CHN) | Шим Сук Хі (KOR) |
| 21 лютого | Шорт-трек, естафета, чоловіки                                | Росія (RUS) Віктор Ан Семен Єлістратов Володимир Григор'єв Руслан Захаров | США (USA) Едді Альварес Джон Роберт Селскі Кріс Крівлінг Джордан Мелоун | Китай (CHN) Чень Децюань Хань Тянью Ші Дзіньнан Ву Дадзінь |
| 22 лютого | Лижні перегони, 30 км вільним стилем, жінки                  | Маріт Б'єрген (NOR) | Терезе Йогауг (NOR) | Крістін Стормер Стейра (NOR) |
| 22 лютого | Сноубординг, паралельний слалом, жінки                       | Юлія Дуймовіц (AUT) | Анке Карстенс (GER) | Амелі Кобер (GER) |
| 22 лютого | Сноубординг, паралельний слалом, чоловіки                    | Вік Вайлд (RUS) | Жан Кошир (SVN) | Беньямін Карл (AUT) |
| 22 лютого | Ковзанярський спорт, командна гонка, чоловіки                | Нідерланди (NED) Ян Блокгюйсен Свен Крамер Кун Вервей | Південна Корея (KOR) Джу Джун Хун Кім Чхон Мін Лі Син Хун | Польща (POL) Збігнев Брудка Конрад Недзведський Ян Шиманський |
| 22 лютого | Ковзанярський спорт, командна гонка, жінки                   | Нідерланди (NED) Марріт Ленстра Йорін тер Морс Лотте ван Бек Ірен Вюст | Польща (POL) Катажина Бахледа-Цурусь Наталя Червонка Катажина Возняк Луїза Злотковська | Росія (RUS) Ольга Граф Катерина Лобишева Катерина Шихова Юлія Скокова |
| 22 лютого | Біатлон, естафета 4х7,5 км, чоловіки                         | Росія (RUS) Олексій Волков Євген Устюгов Дмитро Малишко Антон Шипулін | Німеччина (GER) Ерік Лессер Даніель Бем Арнд Пайффер Сімон Шемпп | Австрія (AUT) Крістоф Зуманн Даніель Мезотіч Сімон Едер Домінік Ландертінгер |
| 22 лютого | Гірськолижний спорт, слалом, чоловіки                        | Маріо Матт (AUT) | Марсель Гіршер (AUT) | Генрік Крістофферсен (NOR) |
| 23 лютого | Лижні перегони, 50 км вільним стилем, чоловіки               | Олександр Легков (RUS) | Максим Вилегжанін (RUS) | Ілля Черноусов (RUS) |
| 23 лютого | Бобслей, четвірки, чоловіки                                  | (вакантно) | Латвія (LAT)-1 Оскарс Мелбардіс Арвіс Вілкасте Даумантс Дрейшкенс Яніс Стренга | США (USA)-1 Стівен Голкомб Стівен Ленгтон Кертіс Томасевич Крістофер Фогт |
| 23 лютого | Хокей, чоловічий турнір                                      | Канада (CAN) Роберто Луонго Данкан Кіт Ден Гем'юїс Ші Вебер Дрю Дауті Метт Дюшен Патрік Шарп Патрік Марло Кріс Кунітц Раян Гецлаф Джонатан Тейвз Джей Боумістер Джон Таварес Джеймі Бенн Корі Перрі Мартен Сен-Луї Алекс П'єтранджело Кері Прайс Патріс Бержерон Майк Сміт Марк-Едуард Власіч Рік Неш Пі Кей Суббан Джефф Картер Сідні Кросбі | Швеція (SWE) Юнас Енрот Олівер Екман-Ларссон Еіклас Ялмарссон Генрік Талліндер Даніель Альфредссон Патрік Берглунд Маркус Крюгер Якоб Сільверберг Ларс Ніклас Бекстрем Александер Стін Луї Ерікссон Даніель Седін Александер Едлер Джонні Одуя Генрік Лундквіст Генрік Зеттерберг Густав Нюквіст Джиммі Ерікссон Юнас Густавссон Юнатан Ерікссон Ніклас Крунвалль Карл Гагелін Ерік Карлссон Маркус Юганссон Габріель Ландеског | Фінляндія (FIN) Югаматті Аалтонен Олександр Барков Мікаель Гранлунд Юусо Гієтанен Яркко Іммонен Юссі Йокінен Оллі Йокінен Лео Комаров Самі Лепісто Петрі Контіола Лаурі Корпікоскі Лассе Кукконен Йорі Легтеря Карі Легтонен Оллі Мяяття Антті Ніємі Антті Пільстрем Туукка Раск Туомо Рууту Сакарі Салмінен Самі Сало Теему Селянне Кіммо Тімонен Оссі Вяянянен Самі Ватанен |

## Окремі досягнення
- «Король біатлону», норвежець Уле-Ейнар Б'єрндален здобув 7-му і 8-му золоті медалі, повторивши досягнення норвезького лижника Б'єрна Делі. За загальною кількістю медалей Б'єрндален випереджає Делі, таким чином він став найтитулованішим спортсменом зимових Олімпіад за всі часи.
- Російський шорт-трековик Віктор Ан став 6-разовим олімпійським чемпіоном, у тому числі тричі, представляючи Південну Корею і тричі — Росію.
- Норвезька лижниця Маріт Б'єрген, норвезький біатлоніст Еміль Гегле Свендсен і нідерландська ковзанярка Ірен Вюст стали 4-разовими олімпійськими чемпіонами.
- Білоруська біатлоністка Дар'я Домрачева і російський шорт-трековик Віктор Ан здобули на цих Іграх 3 золотих медалі.
- Італійський саночник Армін Цеггелер став першим спортсменом, який вигравав медалі на 6 зимових Олімпіадах поспіль.[1][2]
- Американка Лорін Вільямс стала п'ятою спортсменкою в історії Олімпійських ігор, яка вигравала медалі на зимових і літніх Олімпійських іграх у різних видах спорту. Окрім «срібла» в Сочі в бобслеї, Лорін також здобула срібну медаль в Афінах і золоту в Лондоні у легкій атлетиці.
- Гірськолижниця Тіна Мазе здобула першу та другу золоті медалі в історії для незалежної Словенії на зимових Олімпіадах.